# Cícladas
El archipiélago de las Cícladas (en griego: Κυκλάδες) es un archipiélago griego situado en el centro del mar Egeo entre los paralelos 36-38 de latitud y meridianos 24-26 de longitud. Pertenece a la periferia de Egeo Meridional. El 1 de enero de 2011, con la nueva división administrativa de Grecia se dividió en nueve unidades periféricas: Andros, Ceos-Citnos, Milos, Míkonos, Naxos, Paros, Siros, Santorini y Tinos.
La población total de la antigua prefectura es de 112.615 habitantes (censo de 2001).

## Toponimia
Su nombre deriva de la palabra griega κύκλος, (círculo). Con él, los antiguos geógrafos hacían referencia a la peculiar distribución del archipiélago, que parece extenderse como un círculo en torno a la sagrada isla de Delos (patria de los dioses Apolo y Ártemis), en contraposición al resto de las islas del Egeo, a las que llamaron Espóradas (del griego: Σποράδες, dispersas).

## Geografía
Las Cícladas comprenden alrededor de doscientas veinte islas, siendo las principales (ordenadas por tamaño): Naxos, Andros, Paros, Tinos, Milo, Ceos, Amorgos, Íos, Citnos, Miconos, Siros, Santorini (antigua Tera), Serifos, Sifnos, Síkinos, Antíparos, Anafi, Kímolos, Folégandros y otras doscientas islas menores, de las cuales hay que destacar por su importancia histórica y arqueológica la isla de Delos.

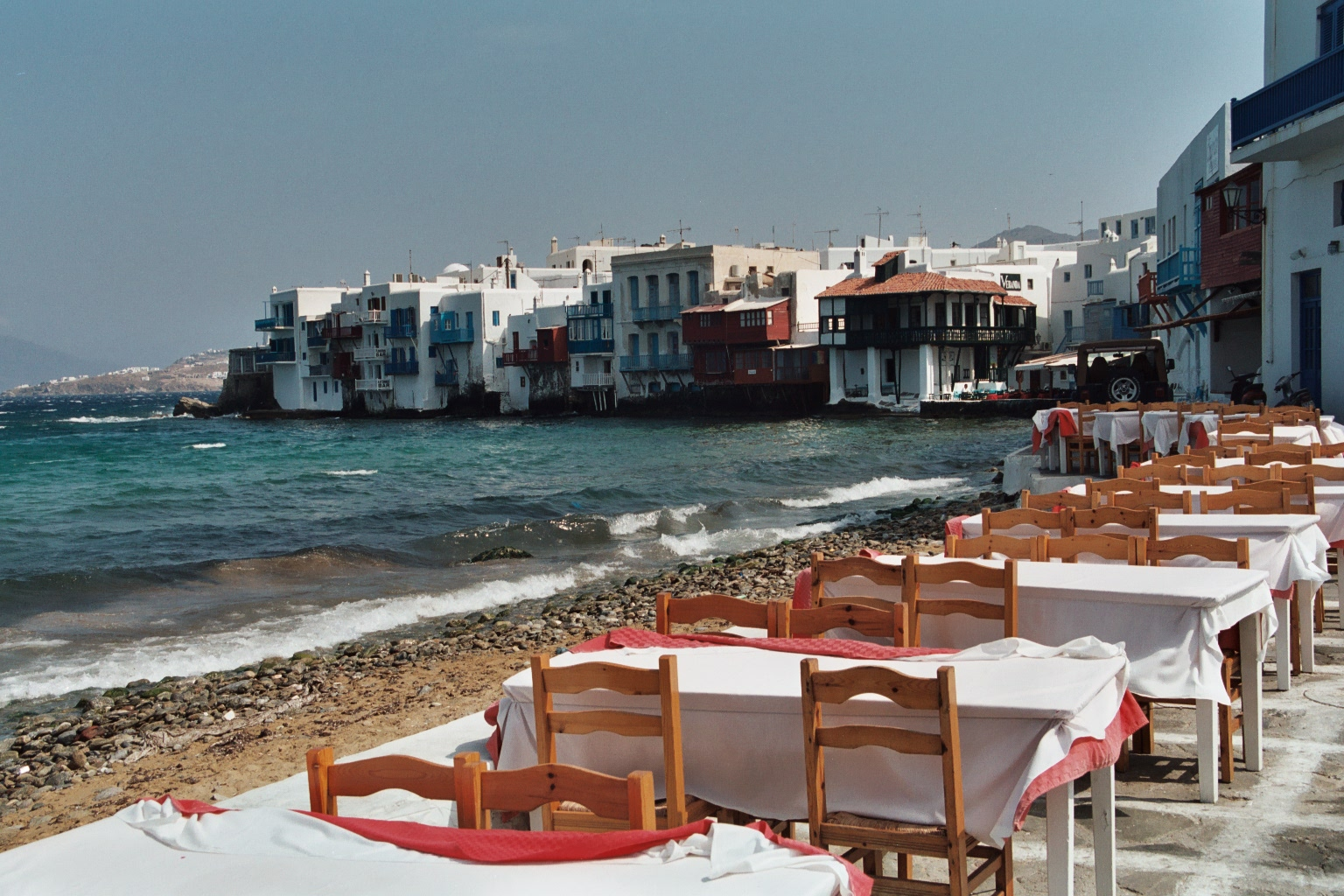
Vista turística de Míconos.

La geografía de las islas es montañosa. El clima es seco, caluroso en verano y templado en invierno. Una de las pocas islas fértiles es Naxos, famosa por su producción de patatas, aceite de oliva, frutas y otros productos mediterráneos. En las islas se producen olivos, uvas, hortalizas, frutas, cítricos y algodón. Las Cícladas son islas de mármol. Además hay minas de hierro como las de Serifos, magnesio, azufre como las de Milo, plata y zinc. Los fuertes y frecuentes vientos marinos a veces provocan problemas de comunicación a los barcos que enlazan la isla con el resto de Grecia. 
La arquitectura típica de los pueblos, con casas y callejuelas encaladas de blanco y puertas y ventanas de vivos colores (especialmente el azul), son uno de los mayores activos del turismo griego, y hacen de las Cícladas, en especial de Miconos y Santorini uno de los destinos clásicos del turismo de toda Europa.

## Historia

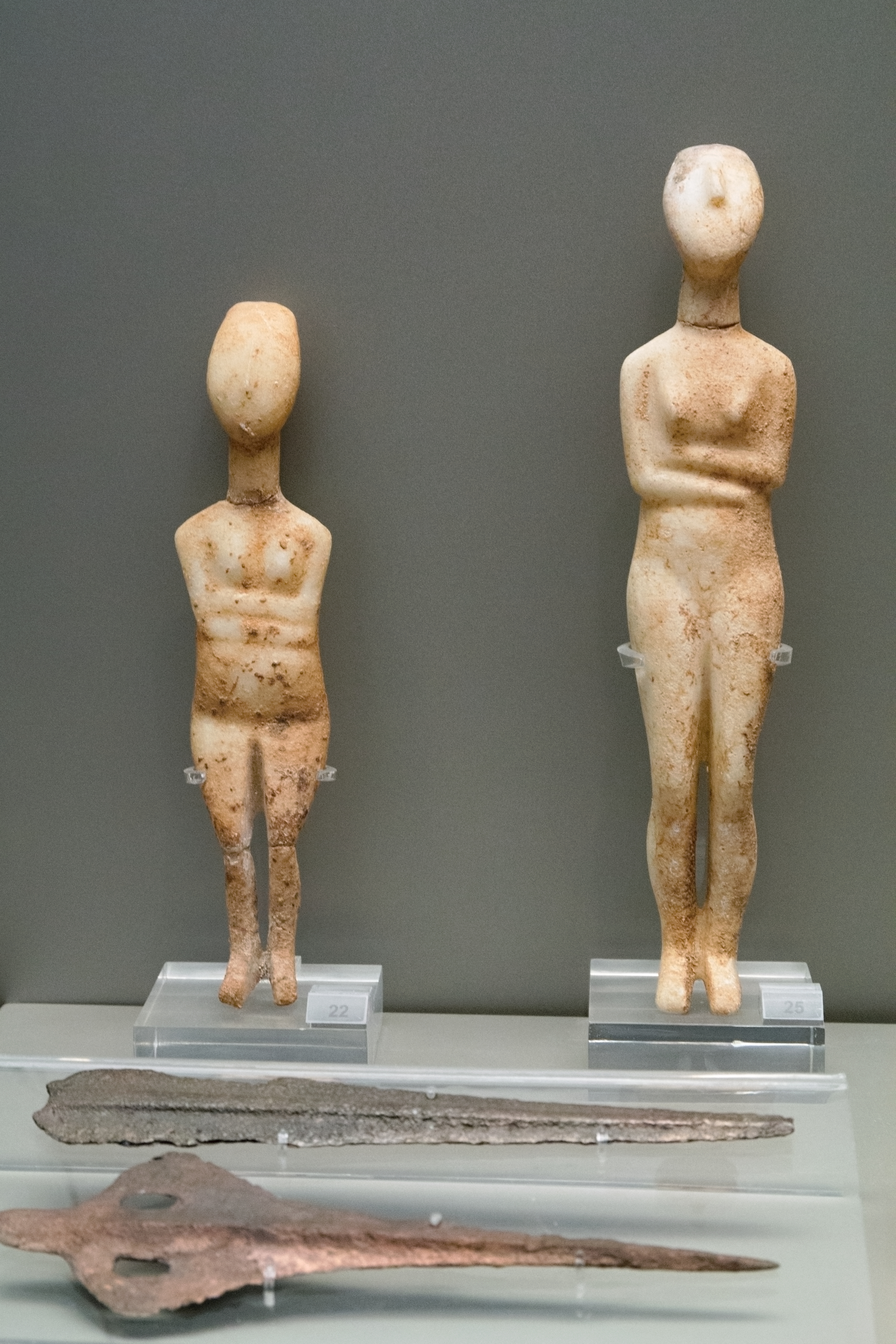
Figuras femeninas.

Las islas son la cuna de la civilización cicládica, datada entre el final del neolítico y los primeros tiempos de la Edad del Bronce (aproximadamente entre los años 3.300 al 2.000 a. C.)
La cultura cicládica es conocida por sus estatuillas femeninas, de formas esquemáticas y planas, esculpidas en mármol puro de las islas.
En la época medieval las islas estuvieron dominadas por los venecianos, por lo que aún queda una pequeña minoría católica, una de las pocas en Grecia, país de mayoría ortodoxa.